# Jacek Ratajczyk
Jacek Ratajczyk – polski perkusista jazzowy i rockowy. 

## Kariera muzyczna
Wywodzi się z wrocławskiego środowiska muzycznego. Współpracował m.in. z funk-jazzowym Transport Bandem, z jazz-rockową Grupą Market czy z grupami jazzowymi, wywodzącymi się z klubu Rura, takimi jak m.in. efemeryda o nazwie Free Funk Trio, którą współtworzył wraz z Wojciechem Konikiewiczem (pianino) i Mieczysławem Jureckim (gitara basowa) i formacja Wilcze Sidła, której skład tworzyli także: Jerzy „Wilk” Kaczmarek (lider zespołu; fortepian), Władysław Kwaśnicki (saksofon) i Marek Błaszczyk (gitara basowa). Był także perkusistą rockowej grupy OZZY. Ponadto wziął udział w nagraniu albumów zespołów Wolna Grupa Bukowina – Sad z 1995 i Joint Venture – Kto to wie? z 1996. W 1992 roku wraz z żoną Małgorzatą Samborską założył zespół Oweyo, który od końca lat 90. współtworzył czołówkę polskiej, muzycznej sceny chrześcijańskiej i ma w dorobku trzy albumy oraz wiele zagranych koncertów.

## Dyskografia[4]

### Z zespołem Transport Band
- A może by... / Obłęd (SP, Tonpress S-407, 1980)
- Nagrania radiowe (1980): Teatr dnia, Baśniowy skrzat, Prośba przy minus dwudziestu, Wszystko się zmieni, Obłęd, A może by

### Z zespołem Free Funk Trio[2]
- Live at Rura 1982 (CD, GAD Records GAD CD 091, 2019)

### Z Grupą Market
- Nagrania radiowe

### Z zespołem OZZY
- Obcy Raj, Obce Niebo / Budzi mnie bicie serc (SP, Tonpress S-485, 1983)
- Oliviera / List do Luizy (SP, Tonpress S-510, 1984)
- Nagrania radiowe oraz teledyski, emitowane w Telewizyjnej Listy Przebojów (TVP 1)

### Albumy
- Jezus zwyciężył (MC Grot G001, 1996 / CD, 1997) (wspólnie z zespołem Deus Meus)
- NoNa (CD, 2000)
- Pieśni Kościoła (CD, Edycja Świętego Pawła, 2004)